# Hypanthidioides nigripes
Hypanthidioides nigripes is een vliesvleugelig insect uit de familie Megachilidae. De wetenschappelijke naam van de soort is voor het eerst geldig gepubliceerd in 1993 door Urban.